# Signori António
Signori Dominique Nymi António, né le 25 juillet 1994 à Lausanne (Suisse), est un footballeur international angolais, qui évolue au poste de gardien de but.

## Biographie

### Carrière en club
Il joue 12 matchs en première division suisse avec l'équipe du FC Lausanne-Sport.
Après avoir rejoint le club Desportivo Primeiro de Agosto en 2015, il remporte le championnat national en 2016 et 2017. Il remporte également avec son équipe la Supercoupe en 2017.
Le 14 juin 2018, Signori prolonge son contrat avec le FC Bâle d'une saison supplémentaire, soit jusqu'en 2019.
Le 18 juin 2020, il s'engage avec le Petro Atlético Luanda.

### Carrière en sélection
Signori António réalise ses débuts en sélection avec les équipes de jeunes Suisses (les moins de 15 ans, moins de 16 ans, moins de 17 ans, moins de 18 ans et moins de 20 ans).
Il reçoit sa première sélection en équipe d'Angola le 28 mai 2014, en amical contre le Maroc (victoire 2-0). Par la suite, en janvier 2016, il participe au championnat d'Afrique des nations organisé au Rwanda. Lors de cette compétition, il joue un match contre l'Éthiopie.

## Palmarès

### En club
- Clube Desportivo Primeiro de Agosto
  - Champion d'Angola en 2016 et 2017
  - Supercoupe d'Angola en 2017
- FC Bâle
  - Coupe de Suisse de Football en 2019